# Schweriner Schloss
Schweriner Schloss er et slot i Schwerin, hovedstaden i delstaten Mecklenburg-Vorpommern, Tyskland. Den ligger på en ø i byens største sø, Schweriner See.
I århundrede var slottet hjem for hertuger og ærkehertuger i Mecklenburg og senere Mecklenburg-Schwerin. I dag fungerer den som parlamentsbygning for Landtag Mecklenburg-Vorpommern.
Store dele af det nuværende slot blev opført i 1845 og 1857, i et samarbejde mellem de hitoriske arkitekter Gottfried Semper, Friedrich August Stüler, Georg Adolf Demmler og Ernst Friedrich Zwirner. Slottet betragtes som et af de vigtigste eksempler på historicisme i Europa, og det er indstillet til at komme på UNESCO's Verdensarvsliste. Det har fået tilnavnet "Nordens Neuschwanstein".